# Pursellia phyllogonioides
Pursellia phyllogonioides là một loài Rêu trong họ Pterobryaceae. Loài này được (Sull.) S.H. Lin miêu tả khoa học đầu tiên năm 1984.